# Метчеламбина
Метчеламбина — пресноводное озеро на территории Амбарнского сельского поселения Лоухского района Республики Карелии.

## Общие сведения
Площадь озера — 1,1 км². Располагается на высоте 71,6 метров над уровнем моря.
Форма озера продолговатая: оно более чем на три километра вытянуто с запада на восток. Берега изрезанные, каменисто-песчаные, местами заболоченные.
Из восточной оконечности водоёма вытекает безымянный ручей, втекающий с северо-востока в Пильдозеро, через которое протекает река Воньга, впадающая, в свою очередь, в Белое море.
Вдоль южного берега озера проходит лесная дорога.
Населённые пункты вблизи водоёма отсутствуют.
Код объекта в государственном водном реестре — 02020000711102000003542.